# Моджев (Лодзинське воєводство)
Моджев (пол. Modrzew) — село в Польщі, у гміні Опочно Опочинського повіту Лодзинського воєводства.
Населення — 210 осіб (2011).
У 1975-1998 роках село належало до Пйотрковського воєводства.

## Демографія
Демографічна структура станом на 31 березня 2011 року:
|          | Загалом | Допрацездатний вік | Працездатний вік | Постпрацездатний вік |
| -------- | ------- | ------------------ | ---------------- | -------------------- |
| Чоловіки | 102     | 28                 | 60               | 14                   |
| Жінки    | 108     | 29                 | 51               | 28                   |
| Разом    | 210     | 57                 | 111              | 42                   |